# Meleon guineensis
Meleon guineensis är en spindelart som först beskrevs av Berland, Millot 1941.  Meleon guineensis ingår i släktet Meleon och familjen hoppspindlar. Inga underarter finns listade i Catalogue of Life.